# Drievuldigheidskerk (Monreal)
De Drievuldigheidskerk is een rooms-katholieke parochiekerk in de Duitse Eifelplaats Monreal. De kerk is gewijd aan de heilige Drie-eenheid en ligt op een schilderachtige plek aan de oever van de Elz.

## Geschiedenis
De Drievuldigheidskerk van Monreal werd in 1460 als kerk van een stiftskapittel gebouwd.

## Beschrijving
De ruimte onder de toren voert naar het eenschepige gebouw dat zich over drie traveeën uitstrekt en uitmondt in een lager en smaller vijfzijdig gesloten koor. De gotische kerk is overdekt met kruisribgewelven. De gewelfribben worden gedragen door gebundelde diensten die gedecoreerd zijn met bladkapitelen. Een aantal ribben eindigt op consoles met expressieve gezichten. Het koor heeft een netgewelf, waarvan de sluitstenen wapens van de heren van Virneburg afbeelden.
Op de rechterzijde van het kerkschip bevindt zich de opening naar de doopkapel waarvan het kruisribgewelf door smalle zuilen wordt gedragen. De kapitelen zijn met bladeren, wapens en een hoofd versierd.

## Inrichting
De kerk is levendig ingericht en bevat een groot aantal kunstwerken. Bezienswaardig zijn onder andere:
- Het neogotische hoogaltaar uit 1876 toont een kruisigingsgroep, een voorstelling van Jezus bij de Olijfberg en de verrijzenis van Christus en centraal de heilige Drie-eenheid. Het hoofdaltaar wordt links geflankeerd door een beeld van de heilige Agnes en rechts van de heilige Aloysius.
- Links van het hoogaltaar bevindt zich een gotisch sacramentshuis uit 1460-1464.
- Het celebratie-altaar is versierd met 15e-eeuwse beelden van de twaalf apostelen afkomstig van het Apostelenaltaar uit de bouwperiode van de kerk.
- In de kerk staan een aantal laatgotische en barokke beelden opgesteld van een gekroonde Maria met Kind, heilige Sebastiaan, heilige Severus, Sint-Silvester, Sint-Laurentius, Jozef met Kind, Anna en Maria en Maria Magdalena.
- Het doopvont in de doopkapel dateert uit het jaar 1815.
- Bij de ingang bevindt zich een piëta.

## Vensters
De gebrandschilderde glazen zijn neogotisch. Op de rechter koorvensters worden de Heilige Kruisvinding door de heilige Helena en de Kruisverheffing door keizer Herakleios uitgebeeld. In de doopkapel bevinden zich vensters met gebeurtenissen uit het leven van de Moeder Gods.

## Afbeeldingen

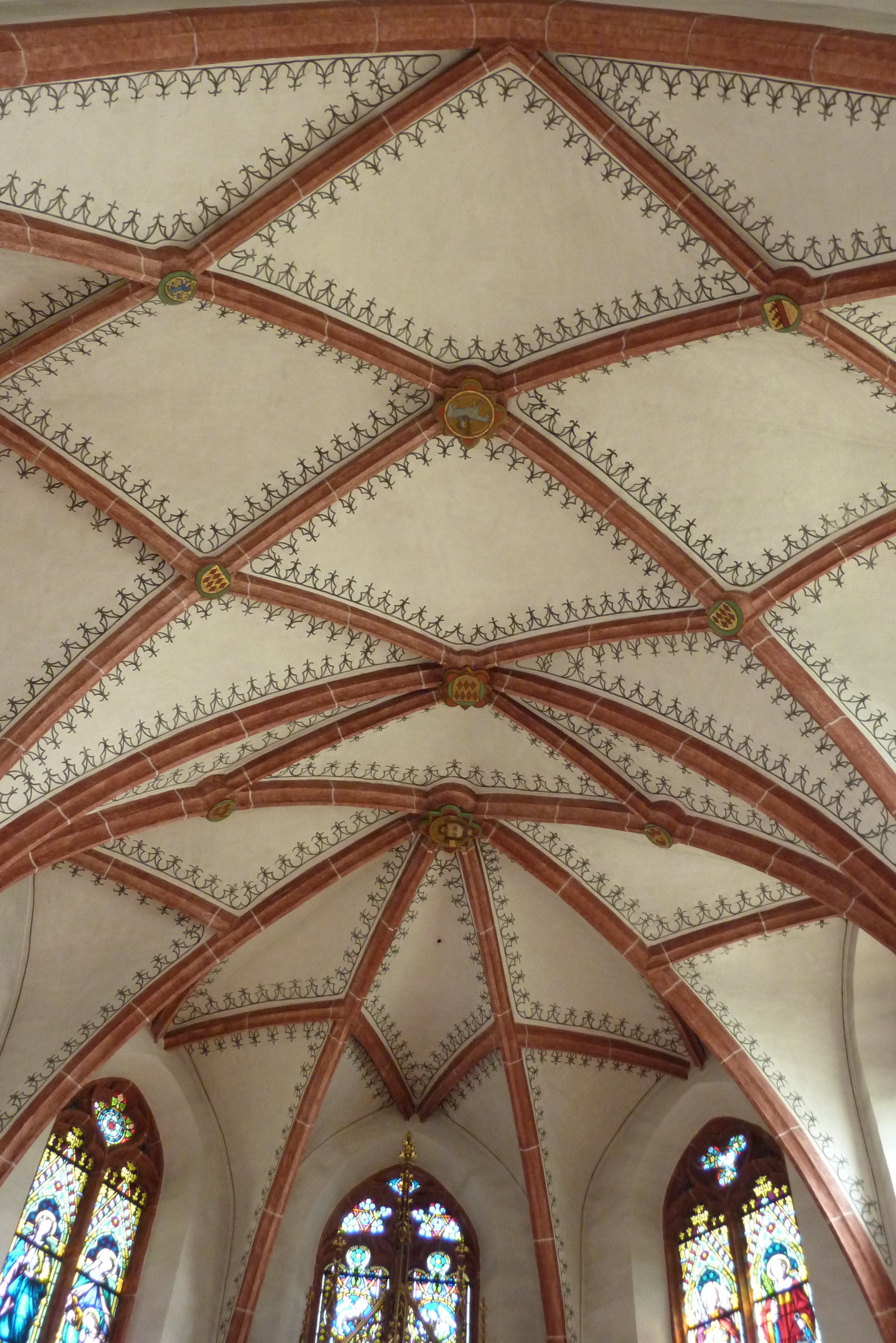
Gewelven
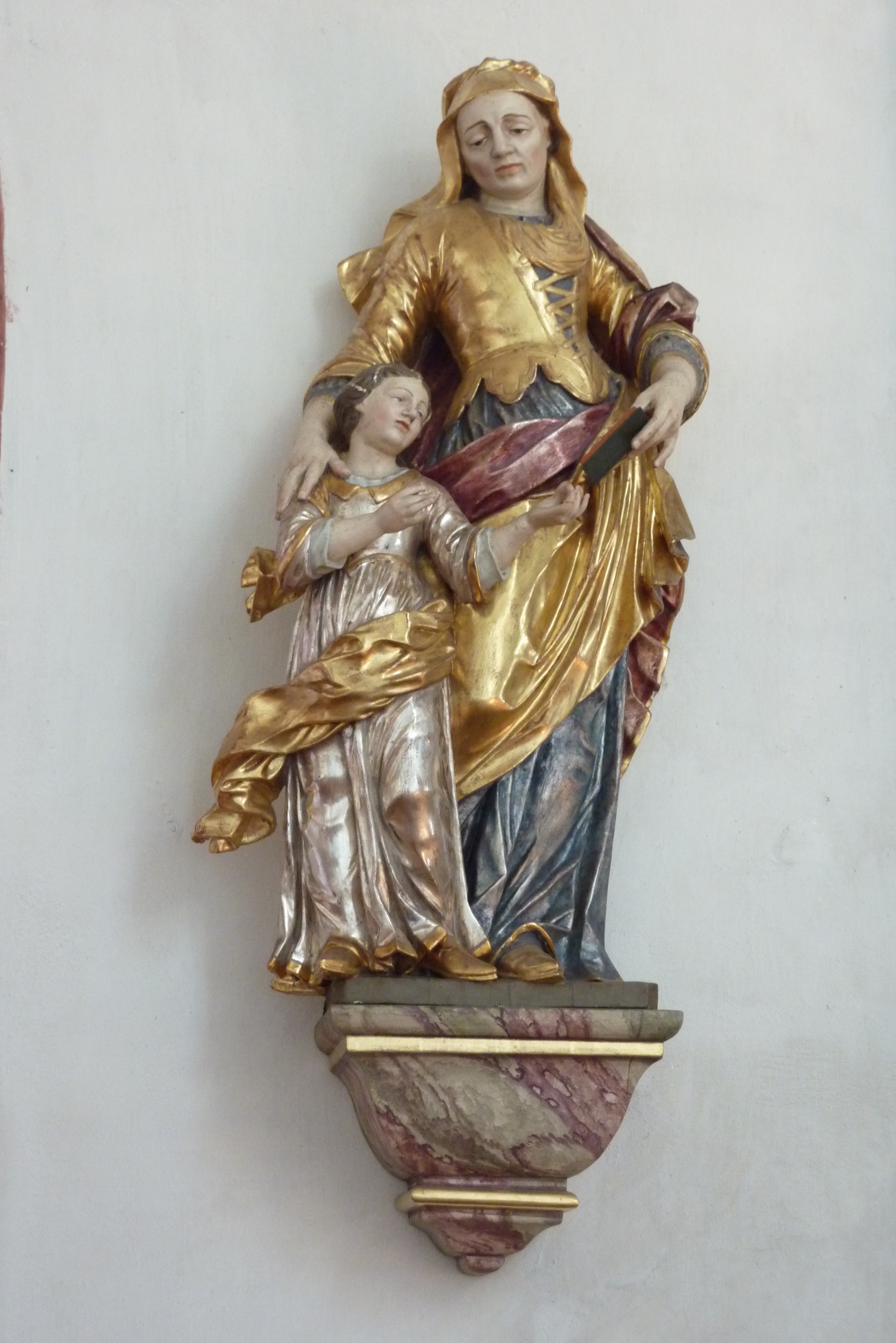
Beeld Anna en Maria
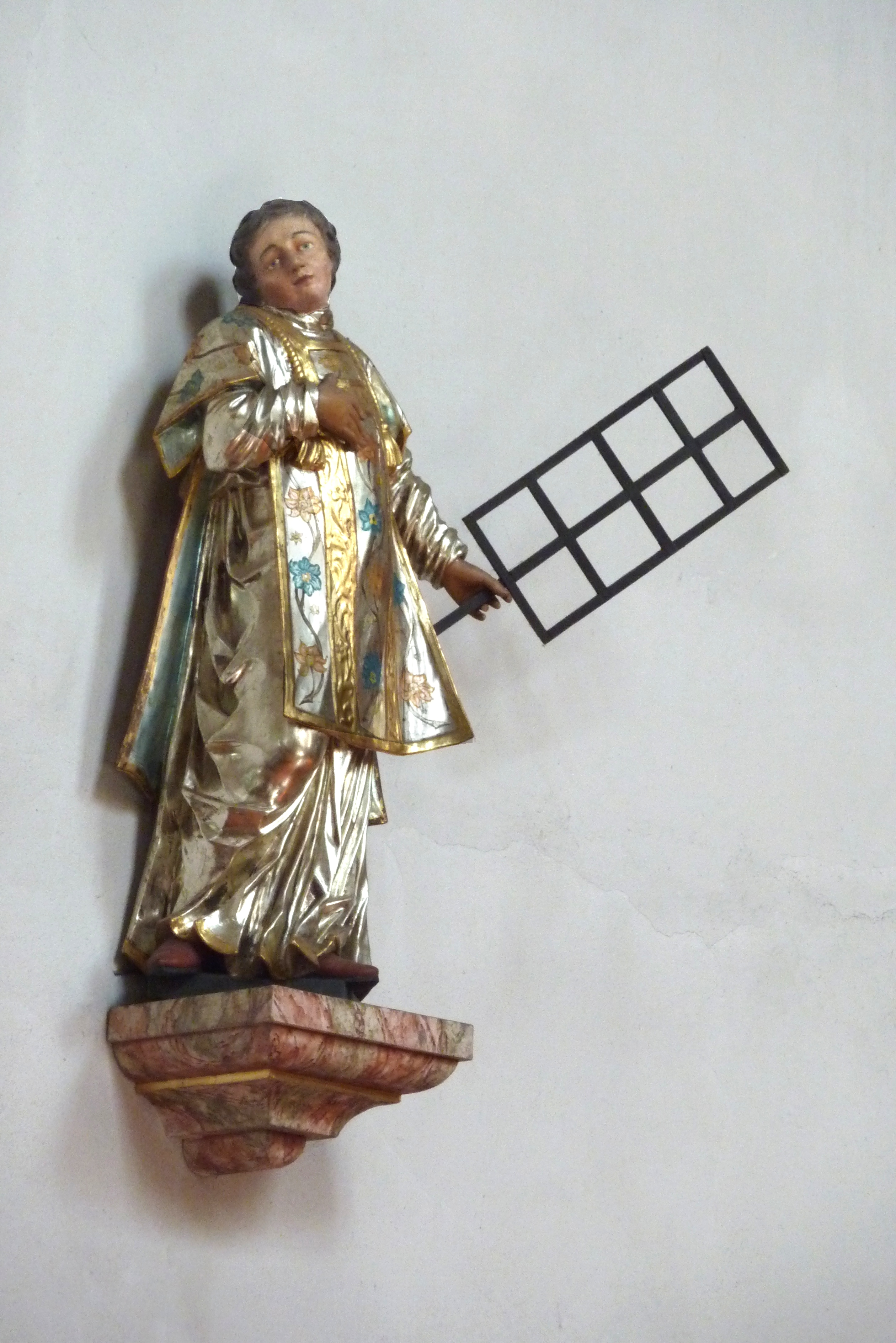
Beeld heilige Laurentius
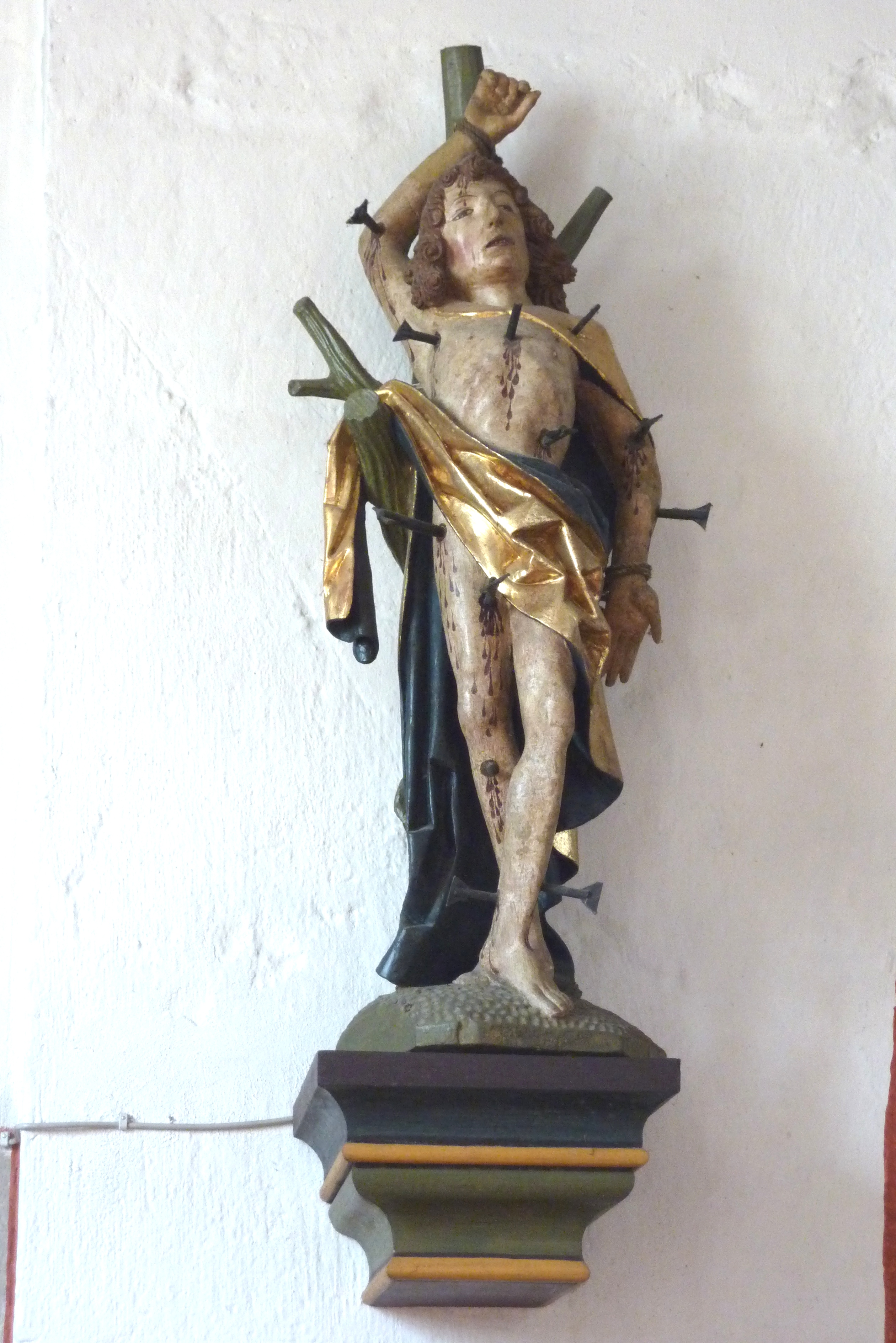
Beeld heilige Sebastiaan
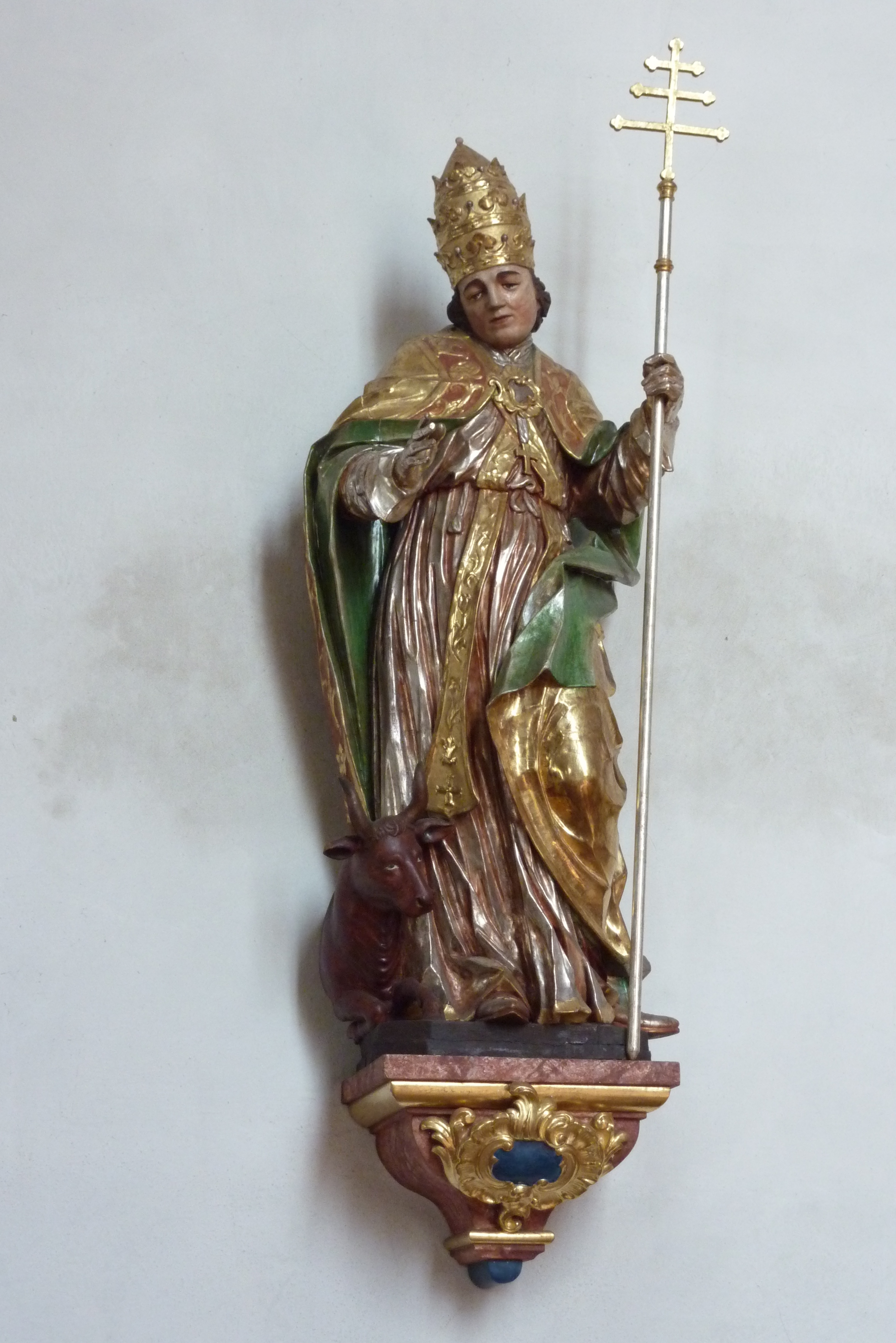
Beeld van Sint-Silvester
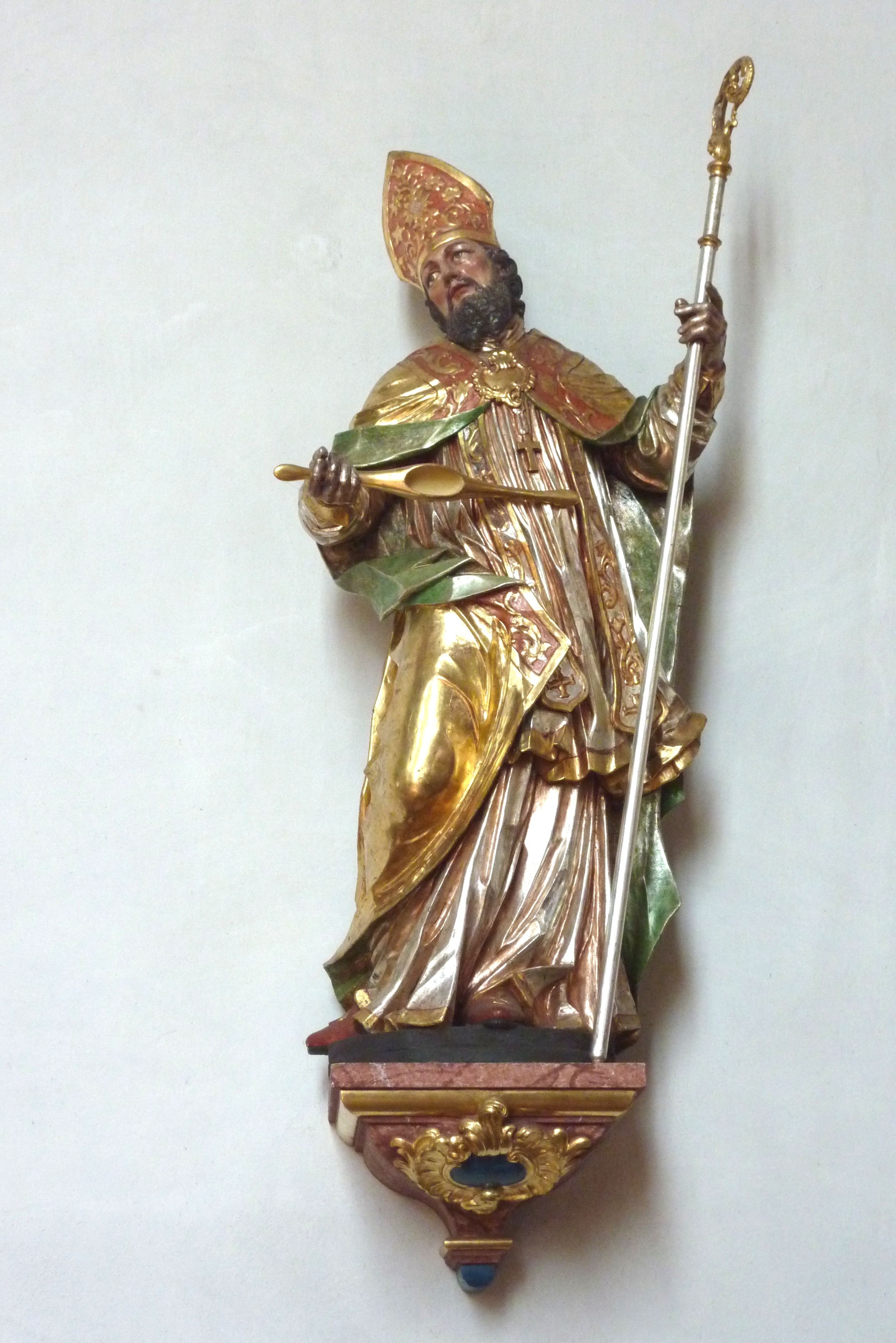
Beeld van Sint-Severus
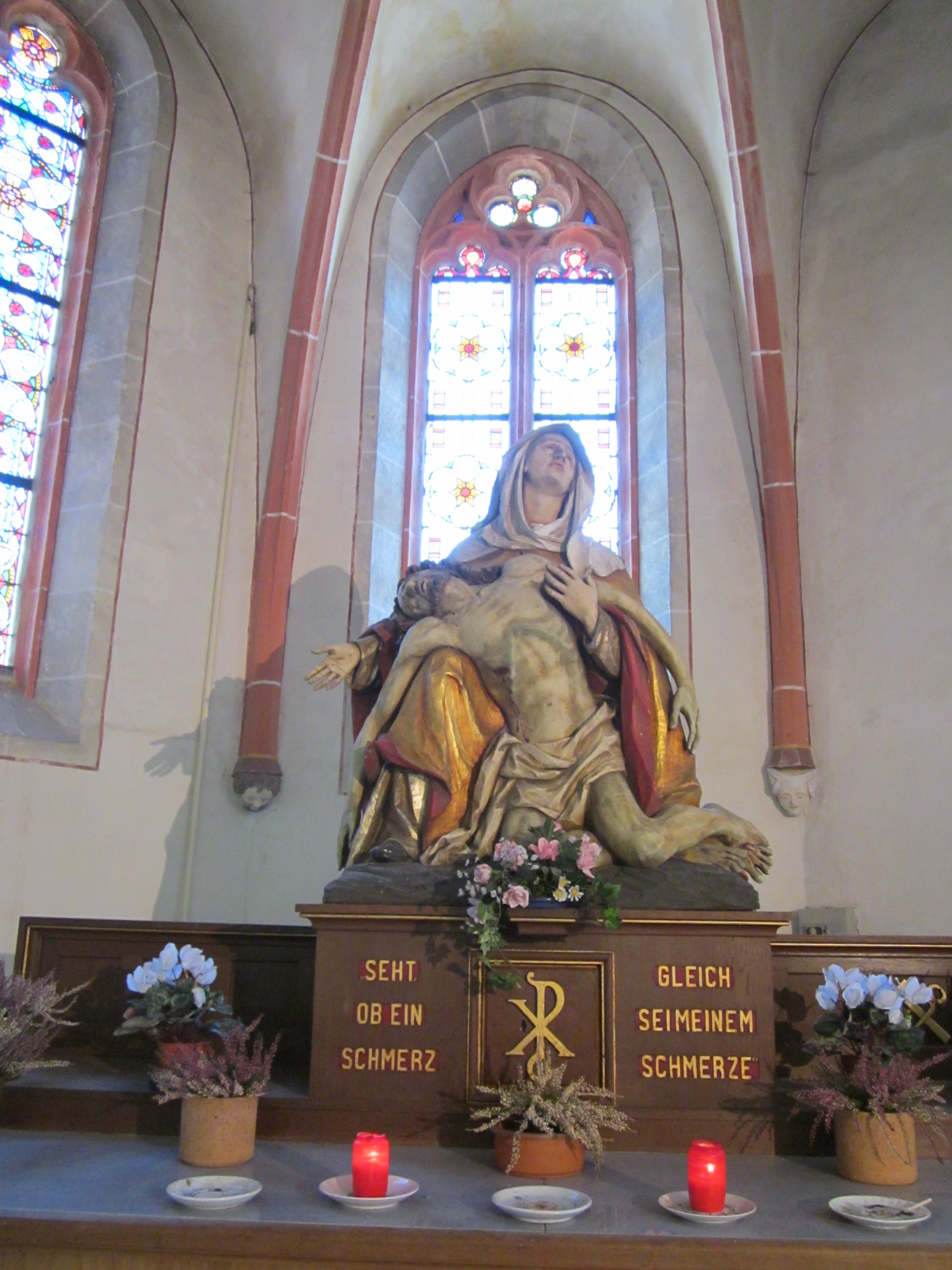
Piëta
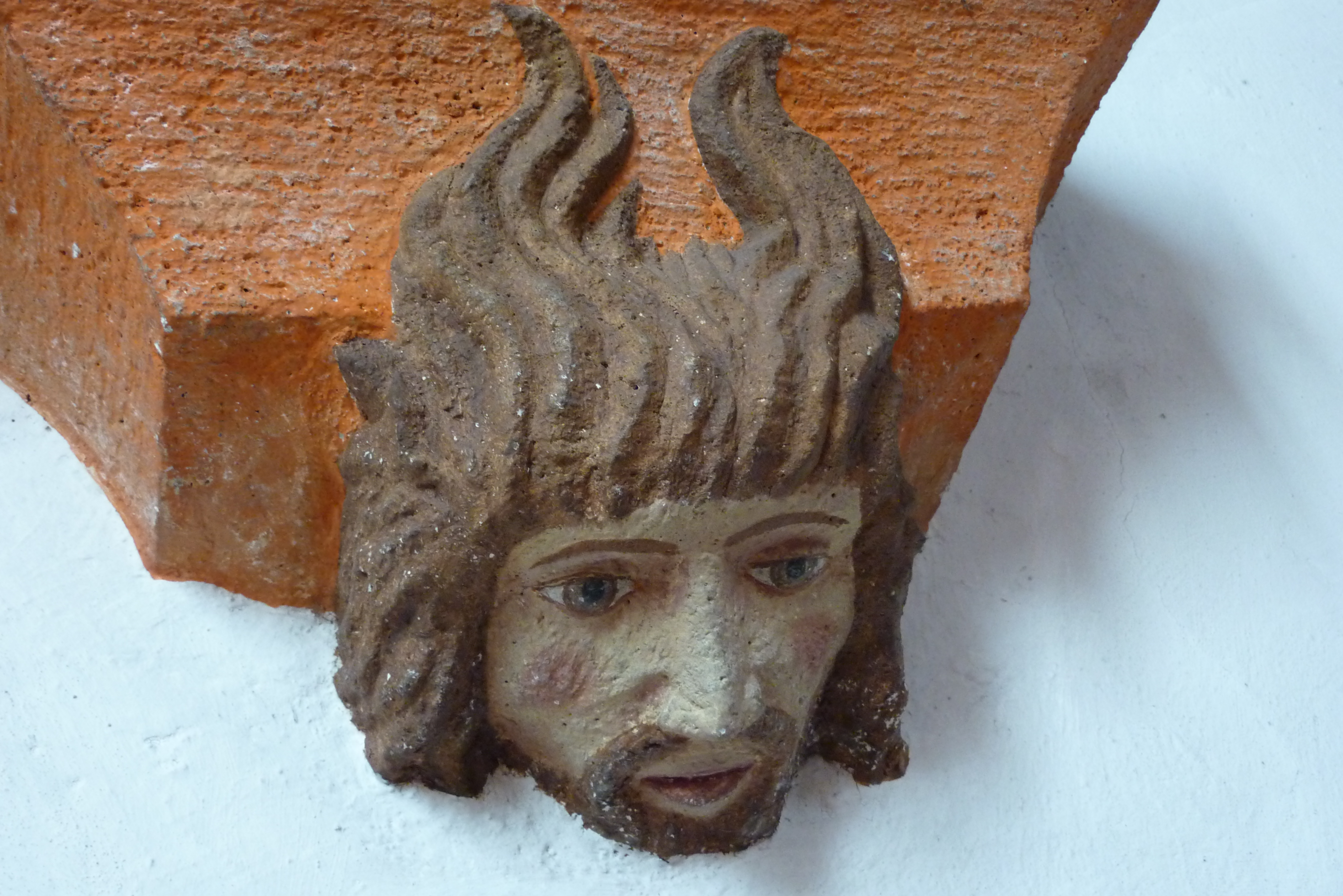
Console